# Didogobius lanceolatus
Didogobius lanceolatus — вид риб родини бичкових (Gobiidae). Описаний у 2023 році.

## Назва
Видова назва lanceolatus походить з латинського слова, що означає «з маленьким списом», яке походить від латинського lanceola, зменшуваного від lancea , що означає «ланцет», тобто «маленький ланцет». Епітет, що стосується ланцетоподібного хвостового плавця виду, ознака, спільна в комплексі видів Chromogobius — Didogobius, спільна лише з типовим видом роду Didogobius bentuvii.

## Поширення
Поширений на сході Атлантики. Ендемік Мавританії. Виявлений у національному парку Банк-д'Арґен

## Опис
Дрібна рибка, завдовжки 6,8 см.